# Різдвяна вечірка
Різдвяна вечірка (англ. The Christmas Party) — американський короткометражний сімейний фільм режисера Чарльза Райснера 1931 року.

## Сюжет
Джекі хоче влаштувати різдвяну вечірку для своїх друзів з футбольної команди, але він не знає, як це зробити. Проте зірки MGM вирішили допомогти йому.

## У ролях
- Лайонел Беррімор — камео
- Воллес Бірі — камео
- Джеккі Купер — камео
- Меріон Дейвіс — камео
- Реджинальд Денні — камео
- Марі Дресслер — камео
- Джиммі Дюранте — Санта Клаус
- Кліфф Едвардс — камео
- Кларк Гейбл — камео
- Шарлотта Грінвуд — камео
- Лейла Хайамс — камео
- Джеррі Медден — камео
- Поллі Моран — камео
- Рамон Новарро — камео
- Аніта Пейдж — камео
- Норма Ширер — камео